# أنطوني ديفيدسون
أنطوني ديفيدسون (بالإنجليزية: Anthony Davidson)‏ مواليد 18 أبريل 1979 في هارتفوردشير، إنجلترا، هو سائق فورملا 1 بريطاني بدأ مسيرته الاحترافية سنة 2002. كان أول سباق له هو جائزة المجر الكبرى 2002. خاض خلال مسيرته 24 سباقاً.

## سباقات شارك فيها
- لو مان 24 ساعة
- بطولة العالم للكارتينغ
- بطولة فورمولا 3 البريطانية
- بطولة العالم للتحمل

## روابط خارجية
- أنطوني ديفيدسون على موقع DriverDB.com (الإنجليزية)